# Алешковский район
Алешковский район — административно-территориальная единица в Центрально-Чернозёмной и Воронежской областях РСФСР, существовавшая в 1928-1960 годах. Административный центр — село Народное.
Район был образован 30 июля 1928 года с центром в селе Алешки в составе Борисоглебского округа Центрально-Чернозёмной области. В него вошла территория бывшей Алешковской волости Борисоглебского уезда Тамбовской губернии.
После упразднения Центрально-Чернозёмной области 13 июня 1934 года район вошёл в состав вновь образованной Воронежской области, а центр района переведен в село Народное.
С 6 января 1954 года по 19 ноября 1957 года район входил в состав Балашовской области.
21 марта 1960 года Алешковский район был упразднен, его территория передана Грибановскому району.